# Paragraf 175
Paragraf 175 var inom tysk strafflag (Strafgesetzbuch) en lagparagraf som kriminaliserade homosexuella handlingar mellan män. Den existerade, med vissa modifieringar, från 1871 till 1994.

## Lagparagrafens lydelse 1871
Paragraf 175 i den tyska strafflagen från 1871 löd enligt följande: 
- §175 Onaturlig otukt.
  - Onaturlig otukt, mellan personer av manligt kön eller mellan människa och djur, ska straffas med fängelse; ett straff som innebär förlorandet av medborgerliga rättigheter kan också tilldömas.

## Förändringar under Nazistregimen 1935
Sexuell böjelse för det egna könet ansågs av nazisterna som en "naturvidrig känsla" och en företeelse som äventyrade "folkets fortbestånd". År 1935 ändrade den nazistiska regimen skrivningen av lagen och lade till §175a och §175b. Ändringen innebar att en homosexuell man kunde få upp till tio års fängelse och att det inte längre bara är samlagsliknande handlingar, "onaturlig otukt", utan all slags "otukt" mellan män som kan straffas. Vad "otukt" innebar var odefinierat, det kunde betyda en kyss, en kram, en antydan. Med tillägget 175a infördes straff för en homosexuell man som missbrukat sin ställning eller förfört en ung man under 21 år och för manlig prostitution 
- §175 Otukt mellan män.
  - 1. En man som bedriver otukt med en annan man eller låter sig brukas av honom till otukt, bestraffas med fängelse.
  - 2. Om en av de medverkande vid tillfället ännu inte fyllt 21 år, kan rätten i särskilt lindriga fall bortse från straff.

- §175a Med tukthus upp till tio år, vid förmildrande omständigheter med fängelse inte under tre månader, straffas: 
  - 1. En man som tvingar en annan man, med våld eller genom hot om omedelbar fara för liv och lem, att bedriva otukt med honom eller låta sig brukas av honom för otukt;
  - 2. En man som under missbruk av ett genom tjänste-, arbets- eller underordningsförhållande uppstått beroende bestämmer att en annan man skall bedriva otukt med honom eller låta sig brukas av honom för otukt;
  - 3. En man över 21 år som förför en man under 21 år till att bedriva otukt med honom eller låta sig brukas av honom för otukt;
  - 4. En man som yrkesmässigt bedriver otukt med män, eller låter sig missbrukas till otukt eller bjuder ut sig till detsamma.
- § 175b Tidelag.
  - Onaturlig otukt mellan människa och djur ska straffas med fängelse; ett straff som innebär förlorandet av medborgerliga rättigheter kan också tilldömas.

## Senare lagändringar
I Västtyskland ändrades lagen 1969 så att homosexuella relationer mellan samtyckande män över 18 år avkriminaliserades. Vuxnas homosexuella handlingar med minderåriga, samt prostitution och utnyttjande av auktoritetsställning kvarstod som straffbart. Ytterligare modifieringar av lagen gjordes efter Tysklands återförening under 1990-talet.